# なつのロケット
『なつのロケット』は、あさりよしとおによる日本の漫画。『ヤングアニマル』（白泉社）にて、1999年16号から22号に連載された。単行本は全1巻。
また、『なつのロケット』のキャラクターを用いて有志集団「なつのロケット団（現インターステラテクノロジズ株式会社）」のロケット開発を描いた『進め!なつのロケット団』が、白泉社のコミックアンソロジー『楽園 Le Paradis』Web増刊にて、2010年7月20日公開の第3号のWeb増刊より公開されている。

## あらすじ
小学5年生の夏休み前、担任の藤根先生が学校を辞めてしまうことを悟った北山は、彼女の教育が間違っていなかった証として、ロケットを作ろうと決意する。仲間と一緒に奮闘するが、そこに転校生の三浦が現れる。

## 主な登場人物
北山 泰斗（きたやま たいと）
主人公。本をよく読む、真面目な小学生。ロケットに興味を持っており、ペットボトルロケットの製作が得意。藤根先生が学校を辞めることに勘付き、先生のために本物のロケットを作る事を提案する。三浦とぶつかりながら成長する。
三浦（みうら）
春に引っ越してきた転校生。専門的なこともよく知っており、ロケットが飛ぶために必要な事は何でもやるという覚悟を持っている。その性格ゆえか、よく北山と衝突する。北山が最初に製作していた固体燃料ロケットの欠陥を見抜き、爆破した。そして自分が準備していた液体燃料ロケットの完成を待たずに再び転校してしまう。何らかの重病を患っていたらしい描写があり、死を暗示させたまま登場しなくなる。
岡谷内（おかやうち）
北山の仲間の1人。ところどころに冷静なツッコミをいれたり、いち早く三浦のロケットを手伝う事を決めたりと、客観的な視点で物事を見る。
久我（くが）
北山の仲間の1人。時々とぼけたことを言うボケキャラ。第1話では岡谷内に「マサ」と呼ばれていた。
辺島（へじま）
三浦の仲間の1人。通称「ヘチマ」。算数の成績は１だが、電卓があればロケットの軌道などの複雑な計算もこなせる数学の天才。（おそらくある種の「算数障害」だと思われる。数学の天才でありながら計算が出来ない人物は実在する。）
藤根先生（ふじねせんせい）
北山たちのクラスを担任していた豪快な女性教諭。教科書をほとんど使わずテストも行わず、理科の授業としてペットボトルロケットの競争を行うなどの教育方針のために、学校、保護者側から多くの苦情を受けて辞職することになる。作者の学生時代の教師がモデル（ただし実物は馬面の男性）。
木下（きのした）
三浦の仲間の1人。鉄工場経営者の老人。戦時中は上官の奥村少尉とともに、非公式でロケット弾の研究をしていた。ロケットに関しては素人だが図面を引くのが得意。

## 彼らのロケット
直径36センチ、全長3メートル、重量200キログラム、三段式でペイロードは100グラム。宇宙機エンジニアの野田篤司が詳細に検討し、設計したもの。「実現可能な最小の人工衛星打ち上げロケット」として設計されている。
また、堀江貴文がスポンサーとなり開発グループ「なつのロケット団」を設けたSNS株式会社（現・インターステラテクノロジズ株式会社）は、本作の元となった野田篤司の小型ロケットシステムの構想を元にして小型ロケットの開発を行い、2014年頃の軌道投入用の小型ロケットの実用化を目標としていたが、2019年5月4日、開発したMOMO3号機が日本の民間ロケットとしては初めて宇宙空間に到達した。
ちなみに、「なつのロケット団」の名称は、本作に由来するものである。

## 関連作品
『なつのロケット』は川端裕人の小説『夏のロケット』に触発されたことが、執筆の動機とされている。
八谷和彦のかかわっているOpenSky計画に関するPR本である『OpenSky2.0』にて八谷が樋口に「あさりよしとおさんの『なつのロケット』の実写版を、ぜひ樋口さんに監督していただいて・・・、僕はその映画に大道具で参加したい」と語っている。

## 書誌情報
- あさりよしとお 『なつのロケット』白泉社〈ジェッツコミックス〉、2001年7月、ISBN 4-592-13279-3
- あさりよしとお 『なつのロケット』白泉社〈楽園コミックス〉、2015年12月8日初版発行（同12月3日発売[10]）、ISBN 978-4-592-71020-2
- あさりよしとお 『進め！なつのロケット団』白泉社〈楽園コミックス〉、既刊2巻（2021年11月30日現在）
  1. 2016年6月5日初版発行（5月31日発売[2][11]）、ISBN 978-4-592-71100-1
  2. 2021年11月30日発売[12][13]、ISBN 978-4-592-71194-0